# Guru Guru Pon-chan
Guru Guru Pon-chan (ぐるぐるポンちゃん?) è un manga shōjo scritto da Satomi Ikezawa. Narra la storia di una cuccioletta di labrador, Ponta, che diventa umana e si innamora di Mirai Iwaki, un ragazzo molto popolare nella sua scuola. Nel 2000 ha vinto il Kodansha Manga Award per il genere shōjo. È stato pubblicato in Italia dalla Star Comics.

## Trama
I protagonisti di questa storia molto strana sono Mirai, un giovane e attraente studente che per guadagnare qualcosa fa il giardiniere per la famiglia Koizumi, e Ponta. Ponta Koizumi è un cane! La piccola Ponta, detta Ponchan, è infatti il cucciolo di Labrador Retriever dei Koizumi. Come tutti i cuccioli è molto coccolosa, ma anche scatenata. Morde tutto quello che le capita a tiro e il suo passatempo preferito sembra essere distruggere la casa facendo disperare la signora Koizumi.
Quando il nonno Koizumi inventa il guru guru bone, osso magico in grado di far parlare i cani e, se ingoiato, di trasformarli in umani, tutti i problemi sembrano essere risolti. Infatti, non solo Ponchan potrebbe diventare una ragazza imparando un po' di educazione, ma in questo modo la nostra dolce eroina riuscirebbe finalmente a coronare il suo sogno d'amore con Mirai.
Ma la vita non è semplice, né per Ponta né per Mirai, che ogni giorno devono fare i conti con il comportamento non proprio umano di Ponta e con mille strani imprevisti che li porteranno ad affrontare esilaranti avventure.